# Dwór w Mikołajewicach
Dwór w Mikołajewicach – dwór zlokalizowany w centrum wsi Mikołajewice (powiat pabianicki, województwo łódzkie).
Pierwszymi właścicielami wsi byli Mikołajewscy, a następnie Walewscy, Bobrowniccy i Sroczyńscy. W XV wieku istniał już folwark należący do Mikołajewskich. W XIX wieku Stanisław Sroczyński ożenił się z jedną z córek Bobrownickich i stał się właścicielem majątku. Około 1927 we dworze zainstalowano pierwszy w okolicy aparat radiowy. Kazimierza Sroczyńskiego zamordowali Niemcy podczas okupacji. Obecnie budynek należy do osoby prywatnej. 
Dwór zbudowano na przełomie XVIII i XIX wieku lub na początku XIX wieku. 
Obiekt jest wolnostojący, parterowy, podpiwniczony, z użytkowym poddaszem. Fundamenty zbudowano z kamienia polnego zalanego betonem, a ściany wykonano z cegły. 
Dwór położony jest na terenie resztek założenia parkowego (starodrzew). 